# 王常柏
王常柏（1923年—1994年7月30日），河北大城人。中华人民共和国政治人物。
曾任河间县县长，中共献县县委书记，沧州地委副书记、保定地委、承德地委、石家庄地委书记，河北省委农业办公室主任，中共中央组织部核心组副组长，农林部、农业部副部长。